# Лестничный подъёмник

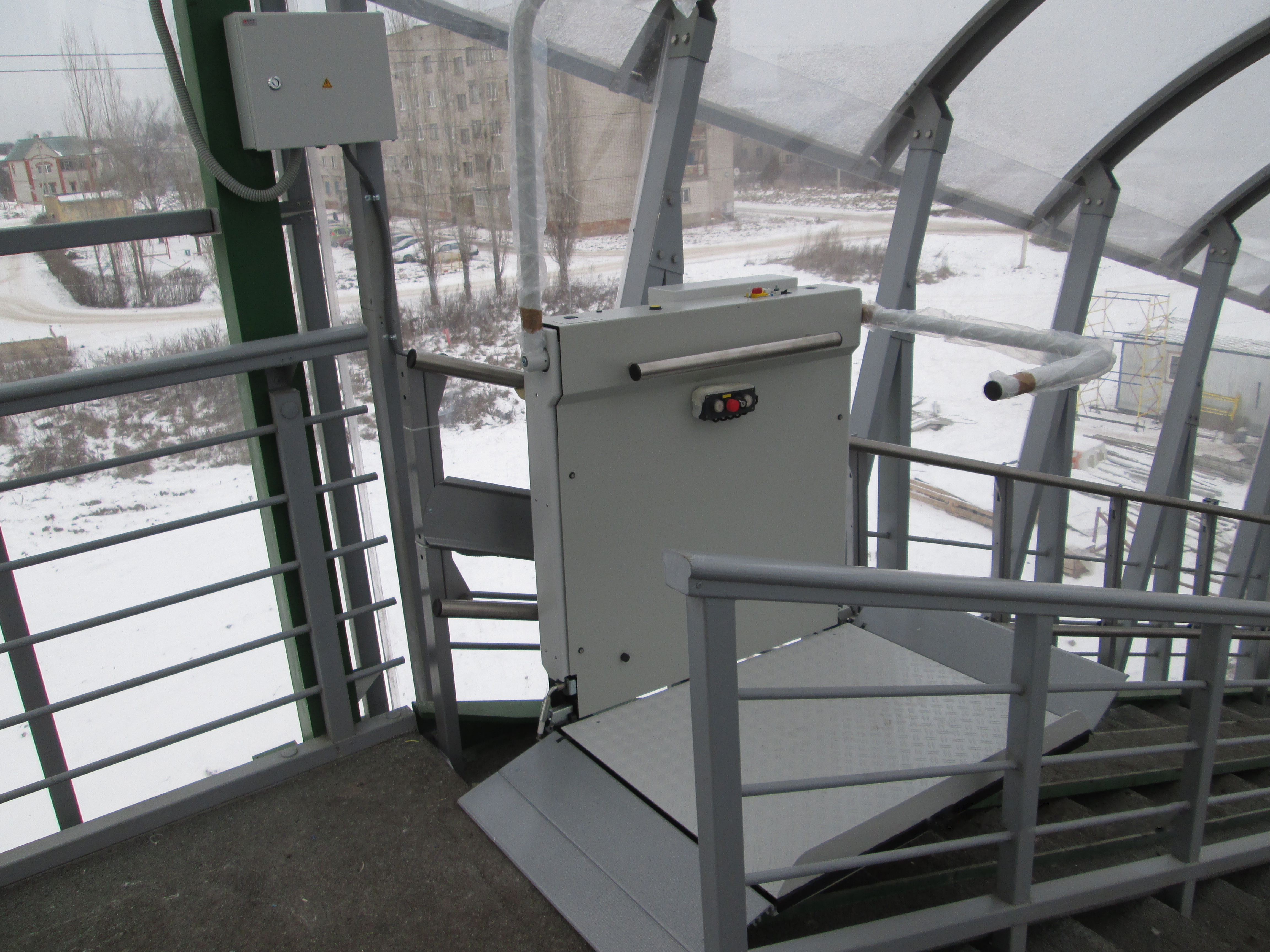
Подъёмник в надземном переходе

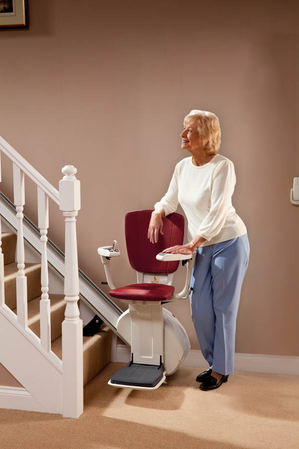
Подъёмник для инвалидов в доме

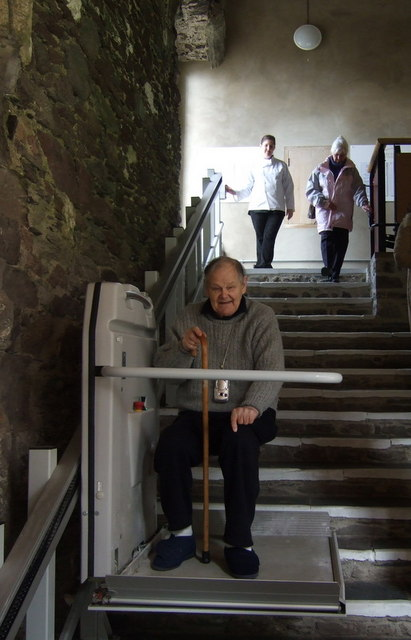
пенсионер пользуется лестничным подъёмником в Великобритании

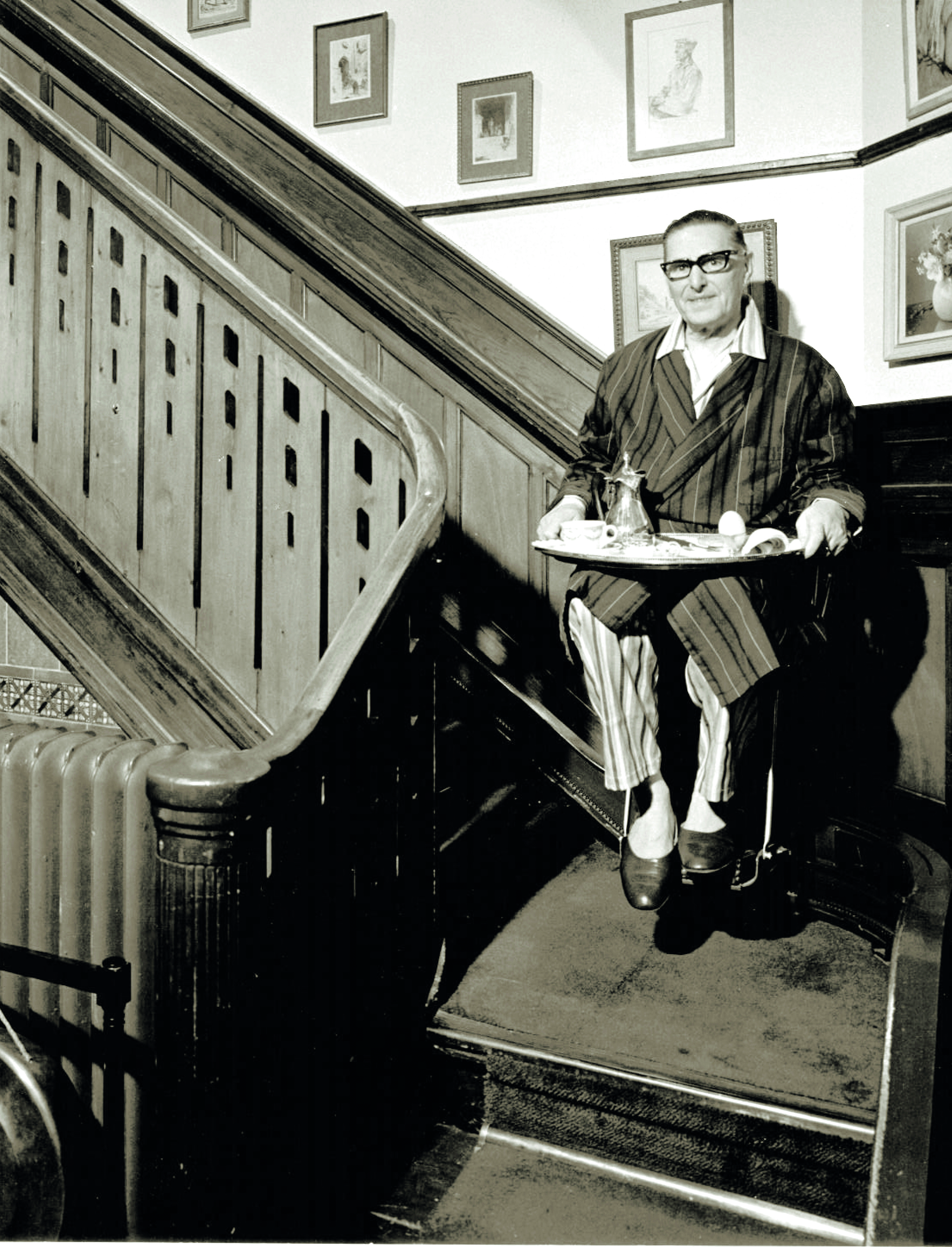
Лестничный подъёмник в доме

Лестничный подъёмник или Подъёмник для инвалидов и маломобильных групп населения (МГН) — это оборудование, предназначенное для обеспечения социальной доступности граждан с ограниченными физическими возможностями (ОФЗ), инвалидов, пожилых людей, для детских колясок, а также для горизонтальной транспортировки людей в медицинских учреждениях.
Чаще всего подъемники используются в общественных местах таких как: аэропорты, переходы, тоннели, вокзалы, торгово-развлекательные центры, музеи. На входные группы в магазины, банки, аптеки, административные здания и бизнес-центры. Начиная с 2018 года также все строительные компании обязаны обеспечивать доступность для МГН при строительстве жилых домов и зданий.
Также подъемники могут приобретаться и использоваться физическими лицами в загородные дома и подъезды многоэтажных домов.
Подъемники для инвалидов бывают:
- Вертикальные — устанавливаются на входные группы зданий, либо в жилые дома для строго вертикального подъёма;
- Наклонные — предназначены для перемещения маломобильных групп населения вдоль лестничного марша в подъездах и домах;
- Шахтные — вертикальный подъемник, который устанавливается на улице, в помещениях и переходах, когда высота подъёма свыше 3-х метров и ограждается металлокаркасом для обеспечения устойчивости и большей безопасности;
- Со сложной траекторией — наклонный подъемник, имеющий траекторию вдоль лестничного марша, обеспечивающий доступ на несколько этажей с возможностью поворота до 180 градусов.
- Автомобильные — подъемники, которые используются в машинах, маршрутках и автобусах в виде выезжающего поддона.

## В России
Подъемники для инвалидов регламентируются следующими нормативными документами:
- Декларация таможенного союза ТР/ТС 10;
- Постановление Правительства Российской Федерации от 24 июня 2017 года № 743(возможны изменения на 2023 год);
- ГОСТ 34682.1-2020 и ГОСТ 34682.2-2020.

Особо пристальное внимание подъемникам начали уделять с 2018 года после чемпионата мира по футболу, который проходил в России, после того как Россию назвали не самой благоприятной страной для проживания инвалидов и маломобильных групп населения. До этого момента подъемники почти никак не регламентировались, приобретались только в частном порядке и для личного использования. На организации, которые писались петиции и жалобы из-за отсутствия доступности для МГН, законодательство не предусматривало никаких дисциплинарных мер по устранению этой проблемы.
На сегодняшний момент[когда?] правительство поставило план по обеспечению доступности для инвалидов по всей РФ до конца 2028 года и разработало ряд документов, обязывающих обеспечить максимальную доступность для всех слоев населения.
Подъёмники имеют минимальные размеры 800×1250 мм с минимальной грузоподъемностью 250 кг и высотой подъёма до 3-х метров. Подъемники в шахте могут устанавливаться на любую высоту грузоподъемностью до 500 кг.
Также есть подъемники специально разработанные для мед. учреждений и имеющие возможность горизонтальной транспортировки больных и проходящих обследования.